# 新庄町 (富山県)
新庄町（しんじょうまち）は富山県中部、上新川郡に属していた町。現在の富山市中心部に東接する。

## 歴史
- 1889年（明治22年）4月1日 - 町村制の施行により、新庄新町村、町新庄村、川端村、東双代村、綾田村、荒川村、田中蓑浦村の区域一部、上飯野村、蓮花寺村、経堂村、新庄野村の区域の一部をもって、新庄町が発足する。当初は新庄新町の役場で執務が行われていた[2]。
- 1891年（明治24年） - 銀納屋敷41番地に階下30坪、階上25坪、木造瓦葺の庁舎が新築される[2]。
- 1940年（昭和15年）9月1日 - 富山市に編入する。

## 歴代町長
出典→
1. 黒川方三郎（1889年6月29日 - 1891年6月14日辞職）
2. 金岡七右衛門（1890年9月16日 - 1893年2月18日辞職）
3. 三鍋磯右衛門（1893年7月6日 - 1896年9月23日辞職）
4. 亀谷甚太郎（1897年1月23日 - 1899年8月19日辞職）
5. 今枝甚吾（1899年11月14日 - 1911年11月14日満期）
6. 橋本彌二平（1911年11月21日 - 1915年11月20日満期）
7. 宮島金次郎（1916年5月4日 - 1924年5月4日満期）
8. 杉本儀三郎（1924年5月8日 - 1936年5月7日満期）
9. 上井又悦（1936年5月7日 - 1937年8月2日公用による辞職）
10. 釜谷定次郎（助役であるが、町長不在のため代理。1937年8月2日 - 1940年1月20日）
11. 日俣彦一郎（1940年1月20日 - 1940年8月31日、富山市へ合併のため失職）

## 交通

### 鉄道路線
- 富山電気鉄道（現・富山地方鉄道）
  - 本線
    - 東新庄駅
    - 新庄田中駅